# Bissan
Bissan est une commune située dans le département de Lanfièra de la province du Sourou au Burkina Faso.